# Julia Verhaeghe
Julia Verhaeghe (* 11. November 1910 in Geluwe, Belgien; † 29. August 1997 in Bregenz, Österreich) war die Gründerin der geistlichen Familie „Das Werk“.

## Leben
Julia Verhaeghe wuchs in einer armen katholischen Familie in Flandern auf und erlebte als Kind die Schrecken des Ersten Weltkrieges. 1938 hatte sie eigenen Angaben zufolge eine Vision, bei der ihr aufgetragen wurde, mit einer Gruppe von Auserwählten die katholische Kirche vor dem Kommunismus zu retten. Eine wohlhabende Familie überließ ihr dank der Fürsprache des Priesters Arthur Hillewaere 1945 ein großes Haus, „Paulusheem“ (Paulusheim) genannt, wo sich eine Gruppe junger Frauen zusammenfand, um nach dem Vorbild Mariens zu leben. 1954 gab sich die Gemeinschaft im Paulusheem den Namen Opus Christi Regis (lateinisch: Das Werk Christi, des Königs) bzw. Het Werk van Christus (niederländisch). 1983 gelangte Das Werk in den Besitz des Klosters Thalbach in Bregenz. Dort lebte Julia Verhaeghe bis zu ihrem Tod.